# Prelatura territoriale di Huamachuco
La prelatura territoriale di Huamachuco (in latino: Praelatura Territorialis Huamaciucana) è una sede della Chiesa cattolica in Perù suffraganea dell'arcidiocesi di Trujillo. Nel 2021 contava 227.500 battezzati su 249.385 abitanti. È retta dal vescovo Pascual Benjamín Rivera Montoya, T.O.R.

## Territorio
La prelatura territoriale comprende tre province della regione peruviana de La Libertad: Bolívar, Pataz e Sánchez Carrión, nonché un distretto della provincia di Santiago de Chuco.
Sede prelatizia è la città di Huamachuco, dove si trova la cattedrale della Vergine di Alta Gracia.
Il territorio è suddiviso in 26 parrocchie.

## Storia
La prelatura territoriale è stata eretta il 4 dicembre 1961 con la bolla Salutifera Evangelii lex di papa Giovanni XXIII, ricavandone il territorio dall'arcidiocesi di Trujillo.
Il 14 agosto 1973 è stata consacrata la cattedrale della Vergine di Alta Gracia.

## Cronotassi dei vescovi
Si omettono i periodi di sede vacante non superiori ai 2 anni o non storicamente accertati
- Damián Nicolau Roig, T.O.R. † (23 ottobre 1963 - 13 settembre 1981 ritirato)
  - Sede vacante (1981-1990)
- Sebastián Ramis Torrens, T.O.R. (13 novembre 1990 - 7 agosto 2018 ritirato)
  - Sede vacante (2018-2021)[1]
- Pascual Benjamín Rivera Montoya, T.O.R., dal 30 marzo 2021

## Statistiche
La prelatura territoriale nel 2021 su una popolazione di 249.385 persone contava 227.500 battezzati, corrispondenti al 91,2% del totale.
| anno | popolazione | popolazione | popolazione | presbiteri | presbiteri | presbiteri | presbiteri                | diaconi | religiosi | religiosi | parrocchie |
| anno | battezzati  | totale      | %           | numero     | secolari   | regolari   | battezzati per presbitero | diaconi | uomini    | donne     | parrocchie |
| ---- | ----------- | ----------- | ----------- | ---------- | ---------- | ---------- | ------------------------- | ------- | --------- | --------- | ---------- |
| 1966 | 153.000     | 155.000     | 98,7        | 11         | 3          | 8          | 13.909                    |         | 9         | 10        | 7          |
| 1970 | 158.000     | 160.000     | 98,8        | 10         | 1          | 9          | 15.800                    |         | 10        | 10        | 12         |
| 1976 | 147.000     | 150.630     | 97,6        | 8          | 1          | 7          | 18.375                    |         | 8         | 8         | 14         |
| 1980 | 151.000     | 155.000     | 97,4        | 3          |            | 3          | 50.333                    |         | 10        | 18        | 12         |
| 1987 | 159.000     | 225.000     | 70,7        | 8          | 2          | 6          | 19.875                    |         | 12        | 27        | 13         |
| 1999 | 227.000     | 288.000     | 78,8        | 13         | 7          | 6          | 17.461                    |         | 7         | 26        | 16         |
| 2000 | 120.000     | 210.000     | 57,1        | 13         | 7          | 6          | 9.230                     |         | 7         | 29        | 13         |
| 2001 | 120.000     | 210.000     | 57,1        | 13         | 7          | 6          | 9.230                     |         | 11        | 25        | 13         |
| 2002 | 170.000     | 210.000     | 81,0        | 13         | 7          | 6          | 13.076                    |         | 9         | 26        | 13         |
| 2003 | 187.050     | 215.000     | 87,0        | 13         | 7          | 6          | 14.388                    |         | 9         | 27        | 13         |
| 2004 | 149.500     | 230.000     | 65,0        | 16         | 11         | 5          | 9.343                     |         | 6         | 26        | 13         |
| 2013 | 244.700     | 283.000     | 86,5        | 22         | 18         | 4          | 11.122                    | 1       | 5         | 17        | 21         |
| 2016 | 252.700     | 292.000     | 86,5        | 25         | 23         | 2          | 10.108                    | 1       | 2         | 19        | 26         |
| 2019 | 220.730     | 242.000     | 91,2        | 24         | 22         | 2          | 9.197                     |         | 2         | 19        | 28         |
| 2021 | 227.500     | 249.385     | 91,2        | 22         | 17         | 5          | 10.340                    | 1       | 7         | 16        | 26         |